# Kylie Kwong
Kylie Jane Kwong (31 de octubre de 1969) es una chef de televisión, autora, presentadora de televisión y restauradora australiana.

## Biografía
Kwong asistió a la Epping North School y a la Cheltenham Girls High School en Sídney. Como australiana de tercera generación de origen chino, aprendió los fundamentos de la cocina cantonesa de la mano de su madre. Realizó gran parte de su aprendizaje en los restaurantes Rockpool y Wockpool de Neil Perry, y más tarde en el restaurante Manfredi.

## Trayectoria
Kwong abrió su primer restaurante, Billy Kwong, en el barrio de Surry Hills, en Sídney. El nombre «Billy» del restaurante no proviene del nombre de un miembro de la familia, sino de la asociación con el famoso chef de Sídney Bill Granger, bajo cuya dirección se fundó el restaurante. Más tarde, Kwong se convirtió en la única propietaria del restaurante con el nombre original.
En 2014, Kwong trasladó el restaurante a un local más grande en Potts Point. Billy Kwong Potts Point era copropiedad del chef y restaurador de Sídney y Hong Kong Andrew Cibej y del sismólogo y empresario David King.
El restaurante se comprometió a utilizar alimentos orgánicos y biodinámicos: «Ahora utilizamos solo frutas y verduras, aves, carne y fideos orgánicos y biodinámicos. Todas las salsas de soja, el azúcar, el vinagre y los aceites con los que condimentamos nuestra comida son orgánicos, y servimos té, café y chocolate de Comercio Justo». El restaurante realizó esta transición en 2005.
Kwong ha declarado: «Quería que mi trabajo y mi vida social reflejaran mi budismo. Ofrecer a mis clientes alimentos saludables, vitales y valiosos es la mejor manera de ayudarles. Ya sea en mis libros, en mi restaurante o en mi programa de televisión, siempre me pregunto: ¿Es esto sostenible? ¿Contribuye a elevar y mejorar la energía en lugar de agotarla?». 
Billy Kwong recibió el primer Premio a la Sostenibilidad en 2009 de la Guía Gastronómica del Sydney Morning Herald, en reconocimiento a las iniciativas medioambientales de Kwong, entre las que se incluye la opción de que los comensales puedan donar a un programa de créditos de energía renovable, adquiridos a un parque eólico de la provincia china de Hebei. El restaurante solo sirve agua filtrada del grifo de Sídney y no ofrece agua embotellada.
En una conferencia pública del Dalai Lama el 3 de diciembre de 2009 en el Centro de Entretenimiento de Sydney, Kwong actuó como maestro de ceremonias.
El 1 de octubre de 2011, la primera línea de vajilla de Kwong salió a la venta en las tiendas Oxfam de toda Australia. La línea, que incluye un cuenco para sopa y un cuenco para arroz con platos a juego, cuchara para sopa, tetera, taza de té y taza de café, es un proyecto conjunto con Oxfam Australia y está fabricada a mano por uno de los socios productores de comercio justo de Oxfam en Vietnam, Mai Vietnamese Handicrafts.
En 2019, Kwong anunció el cierre de su restaurante alegando su deseo de cambiar en su quincuagésimo aniversario.
En noviembre de 2019, Kwong fue nombrada embajadora de la gastronomía, la cultura y la comunidad del recién revitalizado distrito de South Eveleigh. Anteriormente conocido como Australian Technology Park, un consolidado centro tecnológico y de innovación, la zona se desarrolló para incluir diversas áreas de oficinas, comercios, restauración, bienestar y cultura. El papel de Kwong es animar a los trabajadores, visitantes y a la comunidad en general a participar en el distrito a través de la gastronomía, la cultura y la dinamización comunitaria.
En 2020, Kylie Kwong participó en la 22.ª Bienal de Sídney. Su plan original era celebrar un evento entre bastidores para explorar «el concepto de «verdadera nutrición» a través de la preparación de alimentos, el servicio a la comunidad y el respeto compartido por las personas, las historias y los lugares que hay detrás de los alimentos que comemos».  Como embajadora de la alimentación, la cultura y la comunidad de South Eveleigh, y también como embajadora de la Wayside Chapel, se planificó la celebración de eventos en la Wayside Chapel y en Eveleigh Green, en South Eveleigh. Con la llegada de las restricciones por la COVID-19, se centró en cocinar y repartir comidas semanales durante dos meses como gesto de apoyo a siete líderes comunitarios y sanitarios. La esencia del proyecto quedó plasmada en conversaciones con tres de estos líderes y documentada bajo el título True Nourishment (Alimento verdadero) para la Bienal.
En mayo de 2021, Kwong abrió su propio restaurante estilo cafetería, Lucky Kwong, en el distrito. El local, que lleva el nombre del hijo que ella y su esposa perdieron en 2012, se fundó con un enfoque en la calidad, ingredientes de origen ético y platos nutritivos. En junio de 2024, Lucky Kwong cerrará sus puertas y Kwong se jubilará como propietaria de un restaurante.

### Televisión y libros
En 2003, "Kylie Kwong: Cocinando con Corazón y Alma" fue publicado por Penguin Viking / ABC Books en octubre de 2003, coincidiendo con su primera serie de televisión, que se emitió simultáneamente en ABC. Su primer libro de cocina, "Kylie Kwong: Recetas e Historias", fue publicado por Penguin en abril de 2003. La serie se emitió en ABC Australia, Foxtel, LifeStyle Channel y Discovery Home en Estados Unidos.
A finales de 2001, el canal LifeStyle anunció el lanzamiento de una segunda serie de Kylie Kwong. La serie, de seis episodios, se titularía Kylie Kwong: Simply Magic. Esta serie se emitió en enero de 2006 en el canal LifeStyle y posteriormente en Discovery Home. En 2006, se publicó un nuevo libro de Kylie Kwong titulado "Simple Chinese Cooking". El libro busca simplificar al máximo la cocina china, con cada receta acompañada de una fotografía a todo color a toda página.
Una tercera serie que acompañará su nuevo libro My China: Stories and Recipes from My Homeland se emitirá en UKTV Food en el verano de 2008.

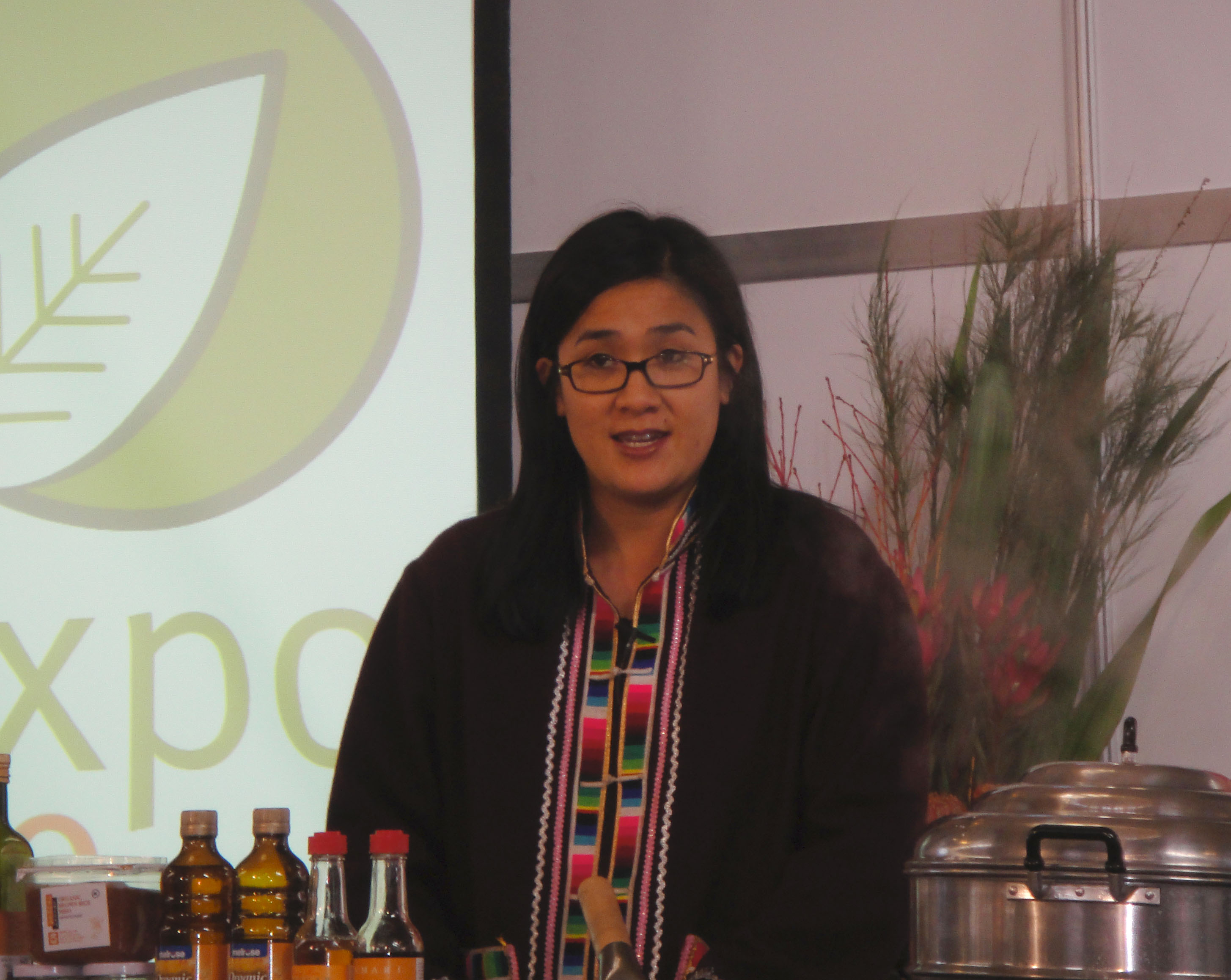
Kylie Kwong en una demostración de cocina pública en la Expo Orgánica, julio de 2009

En 2012, apareció como chef invitada en la cuarta temporada de MasterChef Australia. Regresó como jueza invitada en la sexta temporada y mentora invitada en la octava.
Apareció en Brush with Fame de Anh el 17 de julio de 2019.

## Vida personal
La esposa de Kwong es la artista australiana Nell. Kwong y Nell se casaron el 17 de marzo de 2019.
Kwong fue nombrado Miembro de la Orden de Australia (AM) en el marco de los Honores del Día de Australia de 2023 por su "importante servicio a la industria hotelera y a la comunidad".

## Resumen de publicaciones
Hasta la fecha, Kwong ha publicado cinco libros, todos los cuales comparten su pasión por la cocina y exploran diversas facetas de la cultura y la gastronomía chinas. En orden de publicación, estos son:
- Kylie Kwong: Recetas e historias - 2003 - 184 páginas.
- Corazón y Alma - 2003 - 204 páginas. ISBN 978-0-670-04154-1.
- Cocina china sencilla - 2007 - 313 páginas. ISBN 978-0-670-03848-0.
- Mi China: Un festín para todos los sentidos - 2007 - 482 páginas. ISBN 978-0-670-01879-6.
- Mi China: Historias y recetas de mi tierra natal - 2008 - 496 páginas. ISBN 978-0-00-727104-7.
- Historia de Creciendo asiático en Australia - 2008